# 尹昌
尹昌（1395年—1449年），字禎行，江西吉安府吉水縣人，明朝政治人物、进士出身。

## 生平
江西鄉試第二十名。宣德八年（1433年）癸丑科會試第十名，殿試登進士第二甲第三十名，授行人司行人，升司正。正統十三年（1448年），跟從明英宗北征，次年土木之變中殉難。
曾祖父尹勝明。祖父尹輝。父亲尹子載。